# Ejército industrial de reserva
Ejército industrial de reserva es un concepto desarrollado por Karl Marx en su obra El Capital que se refiere a la existencia estructural, en las sociedades cuyo modo de producción es el capitalista, de una parte de la población que resulta excedentaria como fuerza de trabajo relativo a las necesidades de la acumulación del capital. Un ejército industrial de reserva —un ejército de desempleados permanente— es necesario para el buen funcionamiento del sistema de producción capitalista y la necesaria acumulación de capital. Es sinónimo de «población obrera sobrante», aunque este término es más amplio por incluir a aquellos imposibilitados para el trabajo.
Marx "rechazó de plano la posibilidad de alcanzar el pleno empleo dentro de los límites del modo capitalista de producción", ya que ha de existir una oferta ilimitada de fuerza de trabajo a fin de impedir que los aumentos salariales absorban las ganancias de los capitalistas. "Grosso modo, el desempleo de la fuerza de trabajo es consustancial al modo de producción capitalista y a sus leyes del movimiento".
De acuerdo con Marx, en épocas anteriores a la implantación del sistema capitalista, el desempleo estructural a escala masiva raramente existía, aparte de aquel causado por desastres naturales y guerras. De hecho, la palabra «empleo» sería un producto lingüístico de esta era.
Un nivel permanente de desempleo presupone una población obrera ampliamente dependiente de un sueldo o salario para la supervivencia, sin posibilidad de otros medios de vida. Así como también el derecho de los capitalistas o empresarios de contratar y despedir empleados de acuerdo con condiciones económicas o comerciales (precariedad laboral).

Marx afirmó que no existen leyes de población que sean efectivas en cualquier momento, sino que cada modo de producción tiene sus propias leyes demográficas. En este sentido si hubiera superpoblación en una sociedad capitalista es superpoblación en relación con los requerimientos de la acumulación capitalista. Es por esto que la demografía no puede restringirse a contar gente de maneras diversas, ya que también ha de considerar las relaciones sociales entre ellos.
Todos los métodos para desarrollar la producción se trastruecan en medios de dominación y explotación del productor, mutilan al obrero convirtiéndolo en un hombre fraccionado, lo degradan a la condición de apéndice de la máquina, mediante la tortura del trabajo aniquilan el contenido de éste, le enajenan al obrero las potencias espirituales del proceso laboral en la misma medida en que a dicho proceso se incorpora la ciencia como potencia autónoma, vuelven constantemente anormales las condiciones bajo las cuales trabaja, lo someten durante el proceso de trabajo al más mezquino y odioso de los despotismos, transforman el tiempo de su vida en tiempo de trabajo, arrojan su mujer y su prole bajo la rueda de Zhaganat del capital.

## La construcción marxista del término
Karl Marx introduce el concepto de «ejército industrial de reserva» en la sección 3 (Producción progresiva de una superpoblación o de un ejército industrial de reserva) del capítulo 23 del libro I de El capital:

si la existencia de una superpoblación obrera es producto necesario de la acumulación o desarrollo de la riqueza sobre base capitalista, esta superpoblación se convierte a su vez en palanca de la acumulación capitalista, más aún, en una de las condiciones de vida del modo capitalista de producción. Constituye un ejército industrial de reserva, un contingente disponible, que pertenece al capital de un modo tan absoluto como si se criase y se mantuviese a sus expensas.

Su fundamentación es que con el desarrollo del capitalismo, la composición orgánica del capital aumenta, lo que se traduce en que la masa del capital constante crece más rápidamente que el capital variable. Además el capital se verá concentrado y centralizado en menos manos.
Siendo esta la tendencia histórica «absoluta», parte de la población obrera devendrá «sobrante» frente a los requerimientos de la acumulación capitalista a lo largo del tiempo. Paradójicamente, cuanto más rica sea una sociedad, más amplio será su ejército industrial de reserva.
Sin embargo, al desarrollar el concepto Marx aclara que, dependiendo del estado de la economía, el ejército industrial de reserva (lo que también se denomina desempleo estructural) se expandirá o contraerá  siendo absorbida o expulsada fuerza de trabajo de las masas valorizadas por el capital. Así:

«La acumulación capitalista produce de manera constante, antes bien, y precisamente en proporción a su energía y a su volumen, una población obrera relativamente excedentaria, esto es, excesiva para las necesidades medias de valorización del capital y por tanto superflua. (...) A todo capitalista le interesa, de manera absoluta, arrancar una cantidad determinada de trabajo de un número menor de obreros, en vez de extraerla, con la misma baratura e incluso a un precio más conveniente, de un número mayor. (...) Cuanto más amplia sea la escala de la producción, tanto más determinante será ese motivo. Su peso se acrecienta con la acumulación del capital».

## Aportes de otros filósofos
En su obra conjunta Dialéctica de la Ilustración los alemanes Theodor Adorno y Max Horkheimer comentan lo siguiente:

«Los dominadores mismos no creen en ninguna necesidad objetiva (...). Sólo los dominados toman como invariablemente necesario el proceso que con cada subida decretada del nivel de vida los hace un poco más impotentes. Una vez que se puede garantizar el sustento vital de los que aún son empleados en el manejo de las máquinas con una parte mínima del tiempo de trabajo que está a disposición de los señores de la sociedad, el resto superfluo, la inmensa masa de la población es instruida ahora como guardia adicional para el sistema, para servir hoy y mañana de material a sus grandes planes. Esta masa es alimentada como armada de los parados. Su reducción a puros objetos de la administración, que configura de antemano a todos los sectores de la vida moderna, hasta el lenguaje y la percepción, aparenta para ellos la necesidad objetiva ante la cual se creen impotentes. La miseria, como contraposición de poder e impotencia, crece hasta el infinito junto con la capacidad de suprimir perdurablemente toda miseria».

## Críticas
Marx habló que el "mecanismo de la producción y acumulación capitalistas" es "la creación de una sobrepoblación relativa o ejército industrial de reserva" y "la miseria de capas cada vez más amplias del ejército obrero activo y el peso muerto del pauperismo". Esto ha llevado a sus críticos a interpretar este pasaje como una predicción fallida, ya que los salarios han incrementado y la pobreza ha descendido con el paso de los años. 
El sociólogo Anthony Giddens considera la interpretación "de que Marx creía que todo el conjunto de la clase obrera se hundiría progresivamente en una pobreza física cada vez más rigurosa" una "confusión", ya que "Marx habla de la «explotación creciente» del trabajador a medida que avanza el capitalismo, pero es evidente que la cuota de explotación (cuota de plusvalía) puede aumentar sin que entrañe necesariamente ningún cambio en los salarios reales de la mayoría de la clase obrera".